# Roi (carte à jouer)

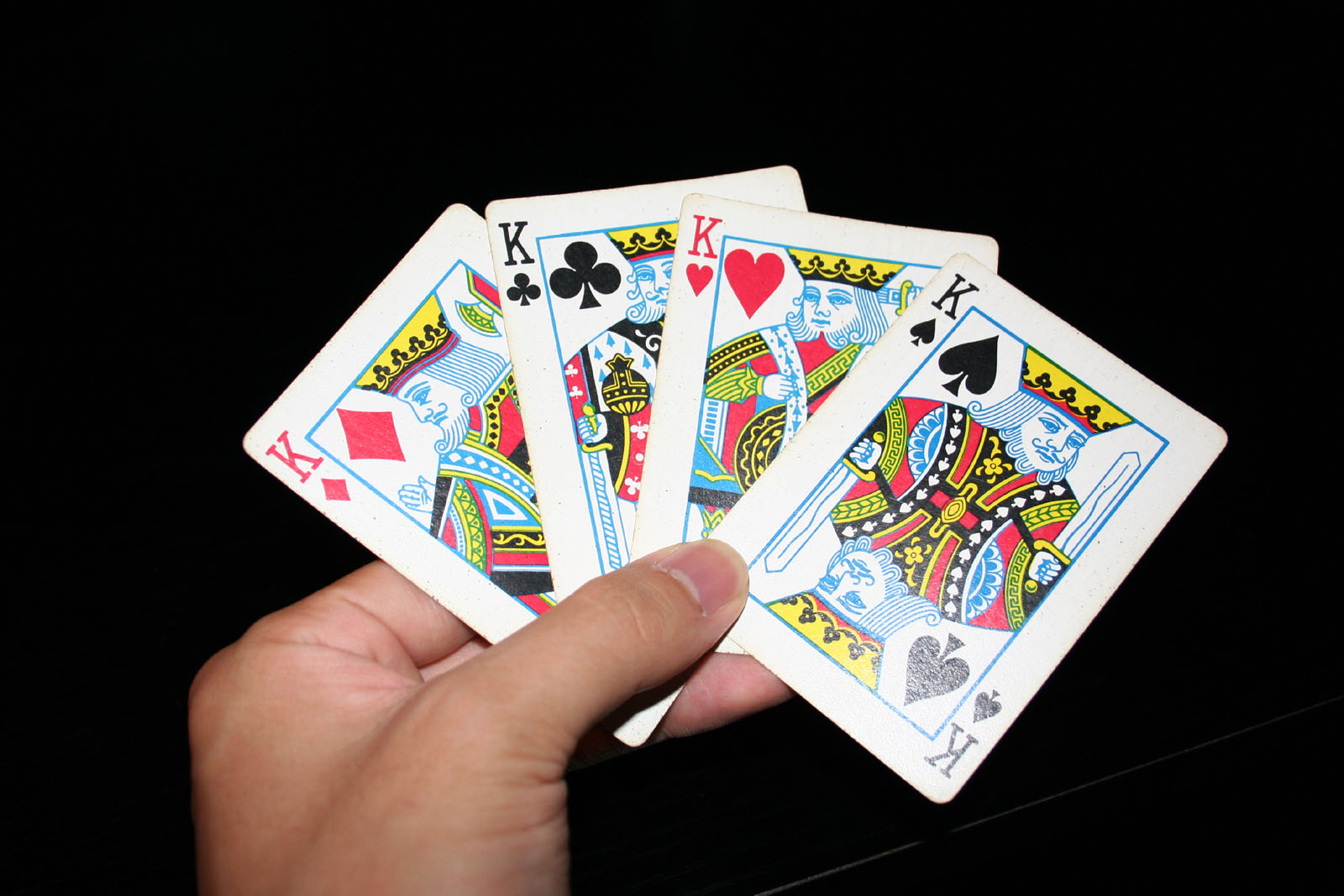
Main contenant les quatre rois aux enseignes françaises, sur des cartes au style anglo-saxon.

Le roi est une figure de carte à jouer, représentant généralement un homme noble.

## Caractéristiques

### Nom
Historiquement un roi est un homme de rang noble, possédant le rang social le plus élevé. La désignation de la carte tend à conserver ce nom suivant les langues :
- allemand : König
- anglais : king
- italien : re
- néerlandais : koning
- espagnol : rey
- polonais : król
- tchèque : král
- russe : король
- danois : konge
- suédois : kung

### Représentations
Les rois représentent chacun un personnage, typiquement un homme noble en costume associé à l'Europe des XVIe et XVIIe siècles. Ils portent une couronne sur la tête, attribut de royauté ; diverses autres regalia peuvent également être représentées : épée, sceptre, orbe, etc. Les représentations régionales des rois, si elles sont relativement similaires, diffèrent néanmoins significativement sur les détails.
De façon unique, chacune des figures des cartes françaises porte un nom, inscrit dans un coin, dont l'origine et la signification sont incertaines,. Ceux des rois pourraient faire référence à des personnalités royales :
- roi de cœur : « Charles » ; référence possible à Charlemagne
- roi de carreau : « César » ; peut-être Jules César
- roi de trèfle : « Alexandre » ; il pourrait s'agir d'Alexandre le Grand
- roi de pique : « David » ; éventuelle référence au David qui a triomphé de Goliath.

Dans d'autres pays reprenant les enseignes françaises, particulièrement les pays anglo-saxons, les figures ne portent aucun nom.
Les illustrations suivantes décrivent les quatre rois d'un jeu de cartes italien au style de Bergame :

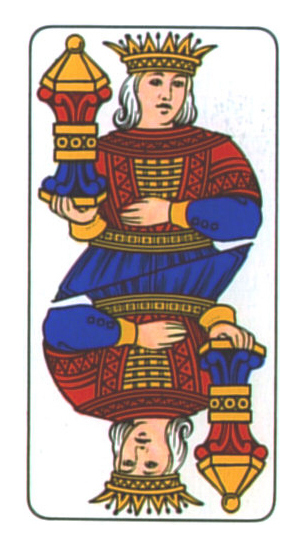
Roi de coupe
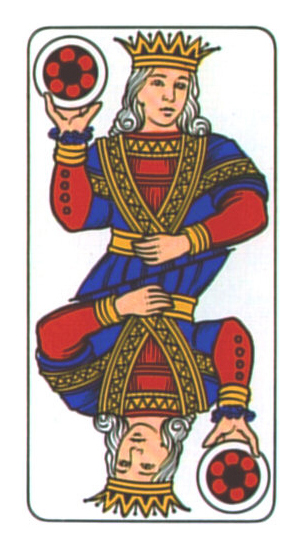
Roi de deniers
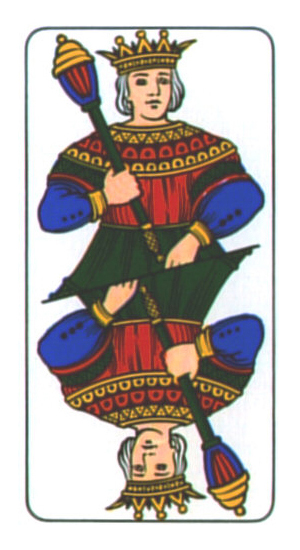
Roi de bâton
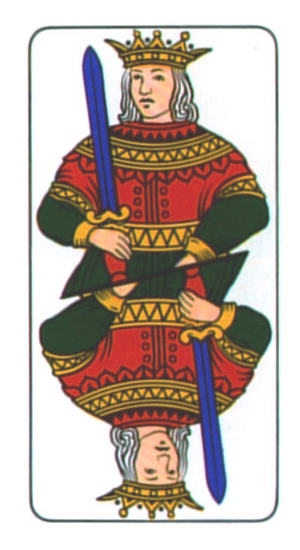
Roi d'épée

Rois d'un jeu au style français :

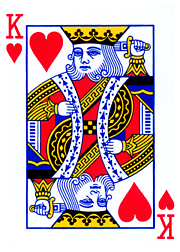
Roi de cœur
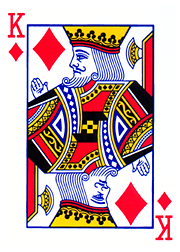
Roi de carreau
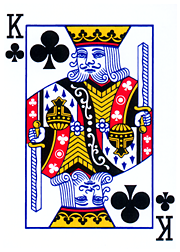
Roi de trèfle
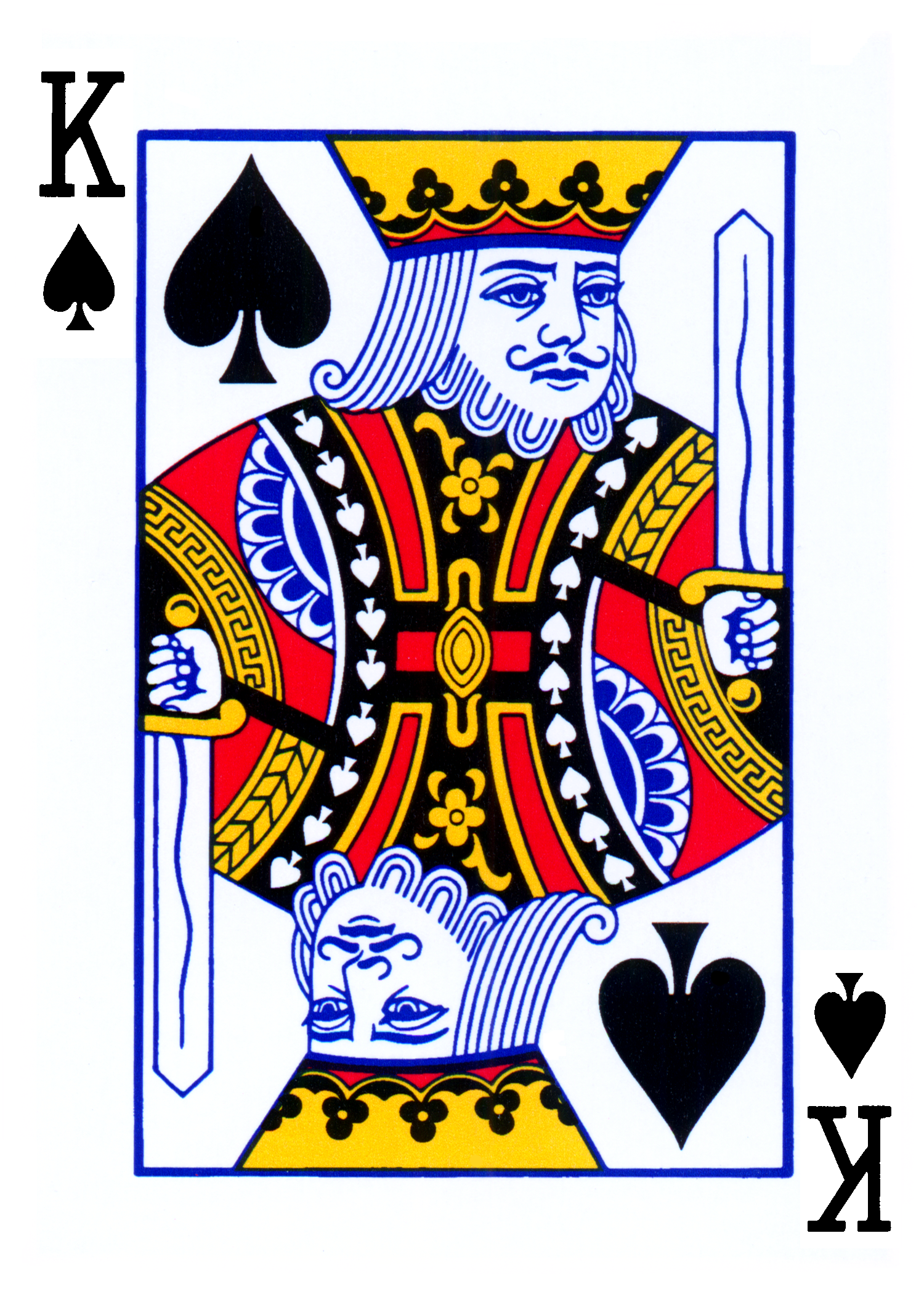
Roi de pique

Dans le monde anglo-saxon, les cartes à jouer suivent les dessins français. Les cartes suivantes reprennent les rois typiques d'un jeu de poker, où les formes sont stylisées :

Roi de cœur
Roi de carreau
Roi de trèfle
Roi de pique

Rois de cartes à jouer russes :

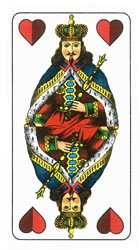
Roi de cœur
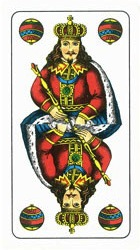
Roi de carreau
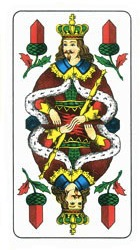
Roi de trèfle
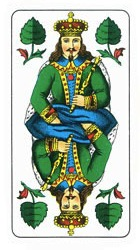
Roi de pique

Rois de cartes à jouer au style allemand  :

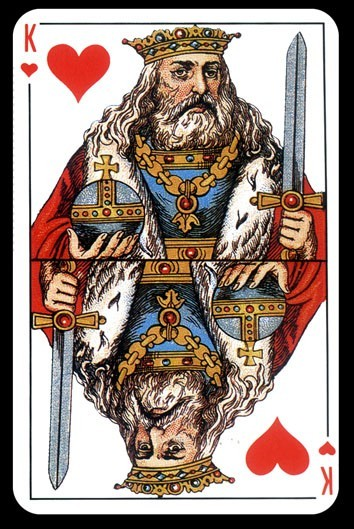
Roi de cœur
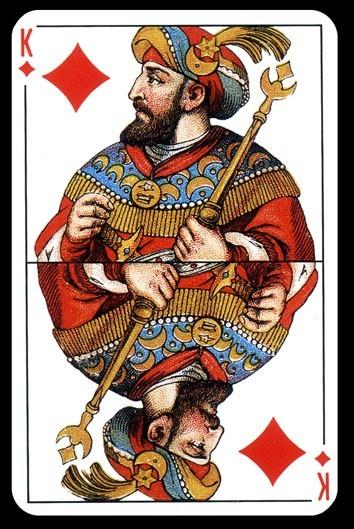
Roi de grelot
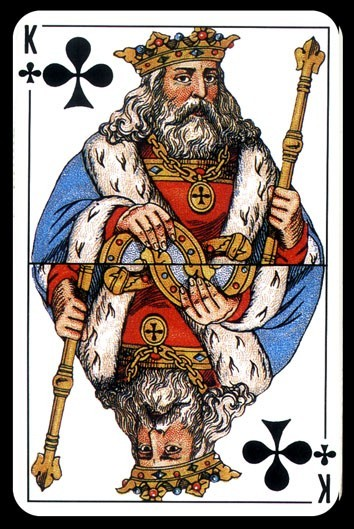
Roi de gland
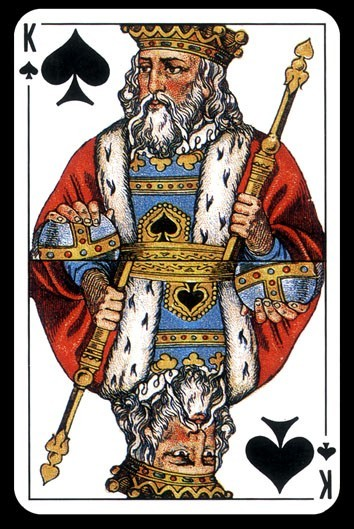
Roi de feuille

### Valeur
De façon très générale, dans sa couleur, le Roi est la première des figures, juste au-dessus de la dame ou du cavalier. L'ordre et la valeur des cartes dépendent cependant fortement du jeu. Au blackjack, par exemple, toutes les figures ont la même valeur. Le roi peut être également dépassé par l'as, voire le 10 (bridge, belote, manille). D'autres cartes le dépassent en conditions spéciales (comme à l'atout), par exemple le 9 ou le valet à la belote.

## Histoire
Les cartes à jouer sont inventées en Chine durant la dynastie Tang et leur existence est attestée au IXe siècle,,. Les cartes se diffusent dans le continent asiatique avant le XIe siècle, puis atteignent le sultanat Mamelouk du Caire. Les cartes mameloukes comportent trois ou quatre figures, dont le malik (roi) est le premier en termes de force. Les cartes mameloukes ayant survécu jusqu'à l'époque contemporaine ne représentent pas ces personnes, la tradition musulmane favorisant l'aniconisme ; les figures sont décrites par des dessins abstraits et des calligraphies,,,.

Les cartes à jouer apparaissent en Europe au XIVe siècle, leur présence étant attestée en Catalogne en 1371. On suppose qu'elles sont adaptées directement des jeux de cartes provenant du monde musulman, les figures étant toutefois représentées par des dessins de personnes. Le malik est interprété comme roi.
Pendant la Révolution française, les figures sont brièvement modifiés : les rois sont remplacés par des forces ou des génies. Le Roi de cœur devient le génie de la guerre, celui de carreau le génie du commerce, trèfle le génie de la paix et pique le génie des arts.